# Flughafen Figari

i7
i11
i13
Der Flughafen Figari – Sud Corse (IATA-Code: FSC, ICAO-Code: LFKF) ist nach Ajaccio und Bastia der drittgrößte von vier Verkehrsflughäfen auf Korsika. Er liegt rund drei Kilometer nordwestlich von Figari im Département Corse-du-Sud und besitzt eine Landebahn mit 2480 Metern Länge. Flughafenbetreiber ist die Industrie- und Handelskammer Chambre de Commerce et d'Industrie d'Ajaccio et de la Corse-du-Sud.

## Verkehrsanbindung
Fünfmal täglich verkehrt ein Linienbus zwischen dem Flughafen und Porto-Vecchio mit einer Fahrzeit von etwa dreißig Minuten.

## Fluggesellschaften und Ziele
Stand 2025 wird Figari – Sud Corse von Air Corsica, Air Dolomiti, Air France, British Airways, EasyJet, Luxair, People’s, Ryanair, Transavia Airlines, Edelweiss Air und Volotea angeflogen.
Im deutschsprachigen Raum werden in der Sommersaison die Flughäfen Frankfurt am Main, Basel, Genf, St. Gallen-Altenrhein und Zürich bedient.